# Tomba del Granduca
La Tomba del Granduca  (littéralement « tombe du Grand-duc »)  est une tombe étrusque proche de la ville de Chiusi, dans la province de Sienne en Toscane, à la limite de l'Ombrie dans la nécropole de Poggio Renzo.

## Description
La Tomba del Granduca, du IIe siècle av. J.-C., tire son nom de sa situation proche d'une ferme qui était la propriété du Grand-duché de Toscane.
Il s'agit d'une tombe  à une seule chambre composée de blocs de travertin murés à sec (même sur la voûte). Sept urnes cinéraires, dont les couvercles comportent l'inscription des noms des défunts, tous de la famille Pulfna peris, sont posées sur la  banquette du périmètre.

## Sources
- (it) Cet article est partiellement ou en totalité issu de l’article de Wikipédia en italien intitulé « Tomba del Granduca » (voir la liste des auteurs).